# Enrique Vidal Abascal
 Enrique Vidal Abascal  (Oviedo, 12 de octubre de 1908-Santiago de Compostela, 31 de octubre de 1994) fue un matemático y pintor español, promotor de la Real Academia Gallega de Ciencias y director del Seminario de Estudios Matemáticos de Santiago de Compostela de 1967 a 1978. Se le considera pionero en el aperturismo hacia el entorno internacional de la matemática española en la posguerra.

## Biografía
Nació el 12 de octubre de 1908 en Oviedo, pero cuando tenía dos años se trasladó a Orense y después a La Coruña. Sus raíces familiares están en Lalín y siempre se consideró gallego. En Lalín entró en contacto con el astrónomo  Ramón Aller, con quien mantuvo una intensa y continua relación a lo largo de toda su vida.

## Trayectoria profesional
Cursó sus estudios universitarios de Ciencias Exacta en la Facultad de Ciencias de Santiago y en Madrid, donde se licenció en 1931. En 1944 obtiene el título de Doctor en Ciencias Exactas, con una tesis dirigida por Ramón Aller titulada: El problema de la órbita aparente de las estrellas dobles visuales.
En 1933 obtiene por oposición la plaza de catedrático de Matemáticas de Instituto y es destinado al Instituto de Santa Cruz de la Palma (Canarias). De vuelta a Galicia, enseñó en los institutos de Monforte, A Estrada, Vigo, Pontevedra y finalmente Santiago de Compostela, donde compaginó su cátedra en el Instituto Arzobispo Gelmírez del que llegaría a ser director con la de profesor ayudante en la Facultad de Ciencias.

En 1953 realizó una estancia en Lausana (Suiza) con el profesor Georges De Rham, pensionado por el Consejo Superior de Investigaciones Científicas (CSIC).
En 1955 obtuvo por oposición la cátedra de Geometría Diferencial de la Facultad de Ciencias de la Universidad de Santiago de Compostela, que desempeñó durante veintitrés años y desde su creación en 1968. Fue Decano de la Facultad de Ciencias Matemáticas de dicha Universidad hasta su jubilación en 1978. Desde 1971 fue miembro de número de la Real Academia Gallega, ocupando la vacante que dejara don Ramón Aller.
Vidal Abascal dirigió quince tesis doctorales y creó una importe escuela de geometría diferencial en España.

## Obra
Sus contribuciones en diferentes campos de la matemática se centran principalmente en:
- Astronomía (órbitas de estrellas dobles).
- Geometría Diferencial e Integral.

### Impacto de sus publicaciones
Artículos suyos se recogen en múltiples publicaciones de prestigio internacional:
- Astronomical Journal (Yale, USA)
- Journal of Differential Geometry (Leigh Univ., EE. UU.)
- Proceedings of the American Mathematical Society (EE. UU.)
- Bulletin of the American Mathematical Society (EE. UU.)
- Annals de l’Institut Fourier (Grenoble, Francia)
- Comptes Rendus de l’Académie des Sciences (París, Francia)
- Rendiconti dei Círcolo Matemático di Palermo (Palermo, Italia)
- Tensor N.S. (Japón)

El Observatorio Astronómico de Paris, escribe en 1979:
...el conjunto de sus investigaciones (...) constituye sin ninguna duda (...) la mayor y más importante contribución de nuestros tiempos al estudio de las estrellas dobles. Por otro lado, Vidal no solo se limita a la teoría, sino a la aplicación práctica de sus métodos, inventando y haciendo construir (...) su ingenioso aparato Orbígrafo, que (...) es usado por numerosos investigadores.

## Reconocimientos
- Premio Alfonso X El Sabio, otorgado por el Consejo Superior de Investigaciones Científicas, en 1949, por su trabajo Geometría Integral sobre las Superficies Curvas.
- Premio de la Real Academia de Ciencias Exactas, Físicas y Naturales en dos ocasiones: 1953 por Generalización de los Invariantes Integrales y 1959 por Equivalencia entre algunos problemas del Cálculo de Variaciones, la Teoría de los Invariantes Integrales Generalizados y la Geometría Integral.
- Hijo Adoptivo de Lalín en sesión Plenaria del 23 de noviembre de 1964.
- Officier dans l' Ordre des Palmes Académiques, por el gobierno francés, en 1974.
- Medalla Castelao, concedida por la Junta de Galicia en 1986, en reconocimiento a toda una vida dedicada a Galicia.
- "Premio de Investigación Xunta de Galicia", en 1989, concedido por el conjunto de su obra científica.

Los espacios casi-foliados (almost-foliated manifolds) son conocidos como espacios de Vidal en su honor, y las estructuras casi hermíticas como G1-G2, por Galicia.
Fue el inventor del Orbígrafo.

## Vidal, pintor
Además de matemático desarrolló una importante labor pictórica. Fue amigo de Laxeiro.